# Sitting Pretty
Sitting Pretty (Brasil: Ama-Seca por Acaso / Portugal: Ama Seca de Calças) é um filme norte-americano de 1948, do gênero comédia, dirigido por Walter Lang  e estrelado por Robert Young, Maureen O'Hara e Clifton Webb.

## Produção
Apesar de ser o terceiro nome do elenco, Clifton Webb é o verdadeiro astro do filme. Após encarnar o vilão em dois clássicos do film noir, Laura e The Dark Corner, o ator deu uma virada em sua carreira ao interpretar Mr. Belvedere, o autointitulado gênio que resolve tornar-se babá -- e praticamente abandonou os papéis de bandido para sempre.
Mestre do timing e do estilo arrogante, Webb voltou ao personagem em Mr. Belvedere Goes to College (1949) e Mr. Belvedere Rings the Bell (1951). Ele também interpretou variações deste que foi o papel de sua vida em Cheaper by Dozen, seu segundo maior sucesso na 20th Century Fox, e em Mr. Scoutmaster (1953).
O papel deu a Webb sua terceira e última indicação ao Oscar (as anteriores foram para seu trabalho em Laura e The Razor's Edge, de 1946).
Persistente, Mr. Belvedere retornou em 1985, interpretado por Christopher Hewett, na telessérie homônima, que teve seis temporadas.

## Sinopse
Mr. Belvedere, o autointitulado gênio que entende de tudo, aceita cuidar dos impossíveis filhos do casal Harry e Tacey King. No início, tudo é complicado, mas aos poucos eles aprendem a respeitá-lo. Mr. Belvedere também desenvolve um projeto secreto em seu quarto: um livro sobre a falsidade e a hipocrisia dos vizinhos -- que, aliás, começam a espalhar por aí que ele está tendo um caso com a cândida mãe dos pirralhos!

## Premiações
| Patrocinador                                  | Prêmio           | Categoria                   | Situação  |
| --------------------------------------------- | ---------------- | --------------------------- | --------- |
| Academia de Artes e Ciências Cinematográficas | Oscar            | Melhor Ator (Clifton Webb)  | Indicado  |
| Writers Guild of America                      | WGA Award        | Melhor Roteiro - Comédia    | Vencedor  |
| Film Daily                                    |                  | Dez Melhores Filmes de 1948 | Escolhido |
| Photoplay                                     | Medalha de Honra |                             | Vencedor  |

## Elenco
| Ator/Atriz        | Personagem         |
| ----------------- | ------------------ |
| Robert Young      | Harry King         |
| Maureen O'Hara    | Tacey King         |
| Clifton Webb      | Lynn Belevedere    |
| Richard Haydn     | Clarence Appleton  |
| Louise Allbritton | Edna Phiby         |
| Randy Stuart      | Peggy              |
| Ed Begley         | Horatio J. Hammond |
| Larry Olsen       | Larry King         |
| John Russell      | Bill Philby        |
| Betty Ann Lynn    | Ginger             |
| Willard Robertson | Ashcroft           |